# Башта Курт-паші

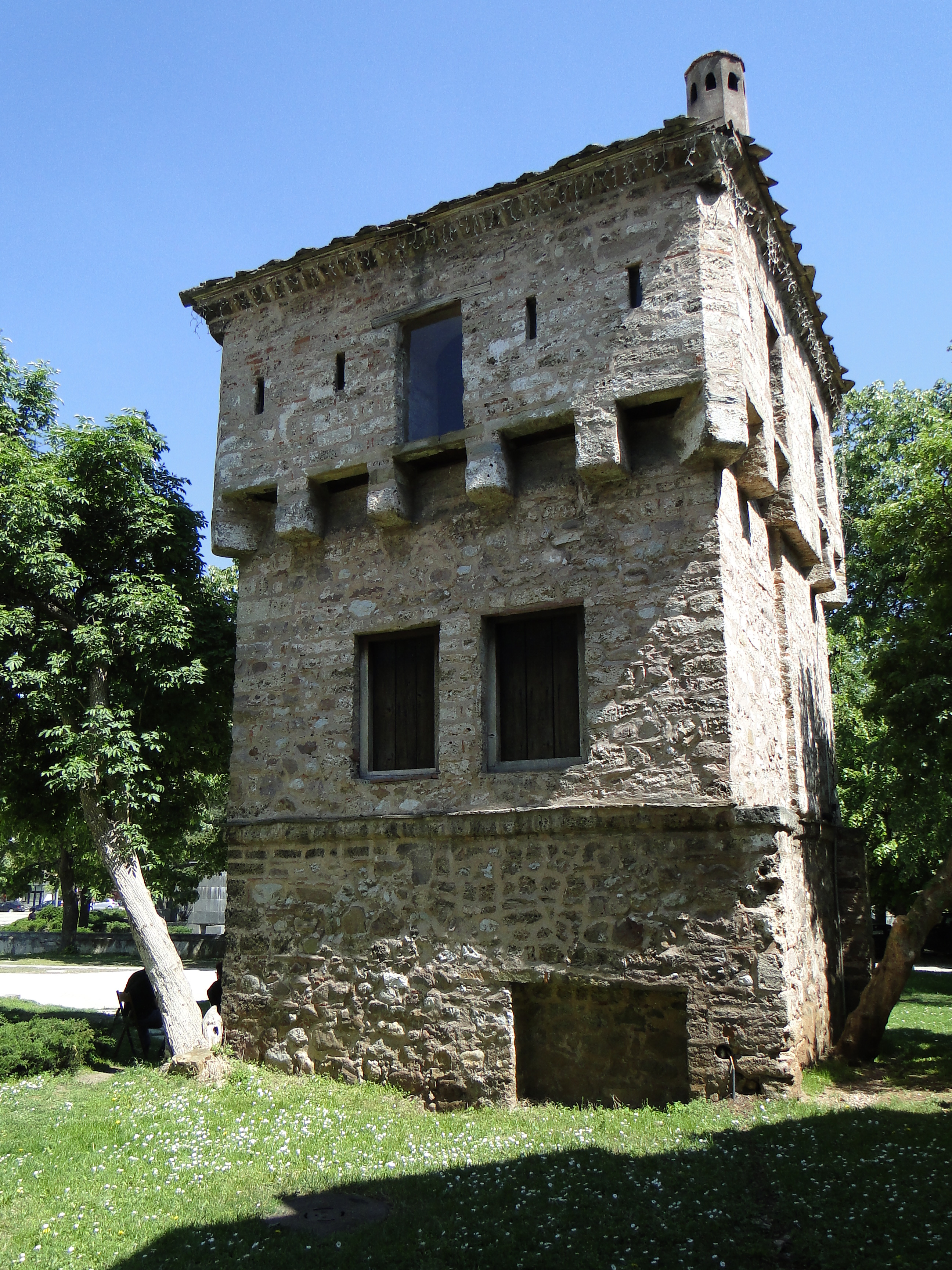

Башта Курт-паші (болг. Куртпашова кула) — оборонна вежа османської епохи в місті Враца на північному заході Болгарії. Побудована в XVII столітті, нині вона використовується як виставковий простір і сувенірний магазин поруч із Регіональним історичним музеєм.
Як і інші баштові будинки (кули) на Балканах того часу, вежа Курта-паші належить до певного типу придатної для житла оборонної вежі, що поширився в деяких частинах Балкан під час бурхливого та нестабільного періоду в історії імперії Османа в XVII столітті. Башта  зведена місцевим феодалом того часу як укріплене житло для своєї родини, відомої як Куртпашовці. Згідно з місцевою легендою, ця сім'я походила з середньовічної болгарської знаті і, прийнявши іслам під владою імперії Османа, зберегла свої місцеві володіння.
Вежа має квадратну основу розміром 6 на 6 м і досягає 11 м заввишки. Вона має чотири поверхи, включаючи підвал та цокольний поверх. Два верхні поверхи займала родина власника. При будівництві вежі використовувалися дерев'яні балки, будівельний розчин та камінь, що відокремлював верхній поверх від нижнього, запобігаючи цим можливим пожежам. На верхньому поверсі було зроблено 12 прорізів для стріл, а також отвори, призначені для обливання потенційного супротивника киплячою рідиною. Ці отвори розташовувалися між консолями. Незважаючи на те, що вона менша за розміром і менш давня, ніж вежа Міжчіїв, вежа Курт-паші через відсутність вікон і характерної форми схожа на невелику середньовічну фортецю.
Наприкінці 2011 зазнала незначної реконструкції вартістю 10 000 болгарських левів. Нині на першому поверсі вежі розташувалися сувенірний магазин та виставковий простір для експонатів Регіонального історичного музею Враци.
З початку 2012 по середину 2013 вежу відвідали загалом 40 000 осіб.